# Heidelbergi káté
A heidelbergi káté a református egyház alapvető hittételeit tartalmazza. Nevezik még pfalzi vagy palatinátusi káténak is.

## Szerzői
Szerzői Zacharias Ursinus és Casparus Olevianus, református hittudósok, akiket III. Frigyes pfalzi választófejedelem azzal bízott meg, hogy a Biblia alapján írjanak olyan vallástani népkönyvet, amelyből minden korú és állapotú református hívő tisztán és igazán megismerje a keresztény vallást és amely a más vallásúakkal szemben hitvallási irat gyanánt is szolgáljon. Az elkészült művet a zsinati jóváhagyás után a fejedelem 1563. január 19-én kelt előszavával ellátva és saját címerével diszítve közrebocsátotta.

## Magyar nyelvű változata
A káté rövid idővel keletkezése után magyar nyelvterületen is ismeretessé lett. A szatmárnémeti nemzeti zsinat 1646-ban kánonilag kimondotta, hogy a heidelbergi káté mindenütt megtartassék és taníttassék. Magyar nyelven először 1577-ben jelent meg Pápán, Huszár Dávid nyomdájában. 1648-ban I. Rákóczi György a heidelbergi kátét Gyulafehérvárott, az általa létesített könyvnyomdában, Fogarasi István lugosi lelkipásztor fordításában román nyelven is kiadta.

## Fogalomrendszere és főbb kijelentései
1. Eleve elrendelés elve: A kálvinista egyház egyik legjobban ismert tanítása a predesztináció vagy eleve elrendeltetés. Eszerint a mindentudó Isten terveiben minden ember egyéni sorsa, üdvössége vagy elveszett volta eleve el van döntve, el van rendelve, „meg van írva” megmásíthatatlan végzet gyanánt. Az eleve elrendelés nézetének története összekapcsolódik néhány keresztény teokráciai kísérlettel.
2. A hívő. A hívő Krisztus tulajdona.
3. Üdvösség: Az üdvözülés kizárólag a Jézus Krisztusba vetett hit által van. Az üdvösséghez feltétlenül szükséges: beismerni a bűnösséget, Isten törvényét nem lehet tökéletesen megtartani.
4. Eredendő bűn: Isten jónak teremtette az embert, azért, hogy teremtőjét megismerje és szeresse. Ádám és Éva paradicsomi engedetlensége miatt a mi természetünk úgy megromlott, hogy mi mindnyájan a fogantatás pillanatától bűnben vagyunk majd bűnben születünk meg. Az eredendő bűn minden jóra képtelenné teszi az embert. A szentlélektől való újjászületés után alkalmas az ember a jóra.
5. Törvénymegtartás: Az ember képtelen megtartani Isten törvényét, igazságosan élni Isten előtt, minden nap bűnöket követ el. Isten alkalmassá teremtette az embert arra, hogy törvénye szerint éljen. Az ördög sugallata és tudatos engedetlensége miatt megfosztotta az embert a törvénymegtartás képességétől.
6. Isten: Irgalmas és egyben igazságos. Nem hagyja büntetlenül az engedetlenséget.
7. A hívőknek hinniük kell a jóhír ígéreteiben.  Ezen kívül:  Istenben, Jézus Krisztusban, az ő, keresztrefeszítésében, halálában, feltámadásában, és abban hogy halála után megjárta a pokoklot is, Szent Lélekben, egy egyszerű keresztyén Anyaszentegyházban valamint a szentek egyességében, bűnök bocsánatában, a test feltámadását, az örök életben.
8. Krisztus: Ő a megváltó.
9. Krisztustagadók: Akik a boldogságukat a szenteknél, vagy önmagukban,  keresik, azok nem hisznek Krisztusban, valójában megtagadják Krisztust
10. Sákramentumok (szentségek): Két sákramentum (szentség) létezik, ezek a keresztség és úrvacsora.
11. Keresztség: Vízkeresztség, Szentlélekkeresztség: a Krisztus vére és lelke által mossa le az ember minden tisztátalanságát. Krisztus vérével való megmosatás a bűnök bocsánatát, a Szent Lélek által való megújítást és a Krisztus tagjaivá szentelést jelenti. (Az újjászületés fürdője és a bűnök hitben való lemosása a Keresztség.) A csecsemőket is meg lehet keresztelni.
12. Úrvacsora: – Parancsolat. A pápás mise „Jézus Krisztus egyetlenegy áldozatának és szenvedésének tagadása és átkozott bálványimádás”. A képmutatók ítéletet esznek és isznak maguknak.
13. A kizárás: Akik felfogásukkal és életükkel hitetlennek és istentelennek bizonyulnak, a mennyország kulcsaival mindaddig ki lesznek zárva, amíg be nem bizonyítják életük  megjobbítását.
14. A jócselekedetek: Szükségesek, de nem elégségesek a megváltáshoz.
15. A megtérés: Bűnbánat, Krisztus általi öröm valamint vágy az Isten akarata szerint való jó cselekedetekkel teljes élet után.
16. A tízparancsolat valamint a miatyánk és annak magyarázata szintén a heidelbergi káté részét képezi.[1]